# Groupe de recherche Achac

Groupe de recherche Achac

Le Groupe de recherche Achac, Association pour la Connaissance de l'Histoire de l'Afrique Contemporaine, est un collectif composé de chercheurs (historiens, politologues, anthropologues, historiens de l’art…) en relation avec de nombreuses institutions, équipes de recherches et universités, qui travaille sur les représentations, les discours et les imaginaires coloniaux et post-coloniaux, ainsi que sur les flux migratoires extra-européens.

## Présentation
Le groupe de recherche Achac travaille depuis 1989 sur les représentations, les discours et les imaginaires coloniaux et post-coloniaux, ainsi que sur les immigrations des Suds en France (les flux migratoires extra-européens).

« Il s'agit, dans cette critique radicale de l'eurocentrisme, de souligner que la colonisation n'a pas seulement concerné de lointains pays, mais s'est déployée depuis le cœur même de la métropole : nous héritons ainsi de tout un imaginaire de la race et de l'indigène qui reste largement impensé. La réception de ces théories en France ne se réduit toutefois pas à dénoncer ce que Bourdieu nommait notre chauvinisme de l'universel. Il existe bien désormais un post-colonialisme à la française, qu'illustrent les travaux du groupe de recherche Achac. »

« Penser la post-colonie, c’est nécessairement comprendre comment les phénomènes engendrés par le fait colonial se sont poursuivis, mais aussi métissés, transformés, résorbés, reconfigurés… C’est accepter que, pour comprendre la France du XXIe siècle et ses crises, il est tout simplement indispensable de tenir compte, lucidement et sans passion, des héritages coloniaux. »

## Domaines de recherche

### Domaines d'activité
La recherche, avec la constitution d’un fonds iconographique, l’organisation de séminaires ou de programmes de recherche en partenariat avec d'autres institutions.

### Les sept programmes de recherche (1990-2010)

#### Mémoires combattantes
Le travail historique destiné à rappeler la présence des combattants, issus des colonies ou non, a été initié dès 1996. Il rappelle que les « étrangers » et les « coloniaux » ont participé activement à la libération de la France dans les guerres successives (et cela depuis 1870). Le programme, initié avec l’exposition L’Appel à l’Afrique diffusée en Afrique de l’ouest en 1996 et 1997, s’attache, par des films et des expositions, à mieux connaitre l’histoire de ces combattants venus des quatre coins du monde. La série de films Frères d’Armes. Ils se sont battus pour la France depuis plus d’un siècle  retrace cinquante récits de certains de ces combattants, avec cinquante voix-commentaires de personnalités d'aujourd'hui. Trois expositions Ensemble. Présences maghrébines et orientales dans l’Armée française, Présences des Afriques, des Caraïbes et de l’Océan Indien dans l’Armée française et Présences de l’Asie et du Pacifique dans l’Armée française viennent compléter l’histoire de ces combattants venus des quatre coins du monde. Ces récits ont été débutés durant l’année du 100e anniversaire du déclenchement de la Première Guerre mondiale (1914-1918) et du 70e anniversaire de la Libération du territoire national (1944-1945). En 2017, une nouvelle exposition Soldats noirs a proposé un travail comparatiste sur les troupes afro-antillaises dans l'Armée française et les troupes afro-américaines dans l'Armée des États-Unis sur 150 ans d'histoire.

#### Portraits de France
Depuis 2000, le programme s’attarde sur les prolongements, les différents liens, et rapports entre histoire coloniale et histoire de l’immigration. Ce travail – initié en 2000 avec les ouvrages Le Paris Arabe,, Le Paris Asie et Le Paris Noir – a permis de mettre en exergue les présences diasporiques en France des populations d’Afrique, du Maghreb, de la zone Caraïbes, du Moyen-Orient ou de l’Océan Indien. Ce programme se prolonge avec la longue histoire des présences de populations maghrébines, proche-orientales et ottomanes dans l’Hexagone traversant treize siècles, et celle des afro-antillais.e.s depuis trois siècles. C’est dans ce cadre qu'ont été développés le « beau-livre » La France arabo-orientale,,,,, et les deux expositions L’histoire des présences arabo-orientales en France, et L’histoire des Afro-Antillais en France... au cœur de nos diversités ainsi que la série de trois documentaires Noirs de France de Juan Gélas et Pascal Blanchard. Il s’agit à travers ce programme sur les diasporas de redonner du sens à plusieurs siècles d’histoires, de représentations et de présences qui ont contribué à bâtir l’histoire politique, culturelle, militaire, artistique et économique de la France.
En 2020, Pascal Blanchard est nommé président du Conseil scientifique pour le recueil « Portraits de France » commandé par le président de la République Emmanuel Macron. Il est remis à Jacqueline Gourault, ministre de la Cohésion des territoires et des Relations avec les collectivités territoriales, et à Nadia Hai, ministre déléguée à la Ville, en mars 2021. Ce recueil comprend 318 noms de personnes issues de l’immigration ou des Outre-mers qui se sont engagés pour la France et ont contribué à l’histoire culturelle, artistique et intellectuelle, aux succès sportifs, à l'effort militaire, et aux luttes politiques, syndicales et ouvrières. Un panel pour rebaptiser les rues, les places et inaugurer de nouveaux bâtiments afin de permettre une plus grande reconnaissance des engagements de ces personnalités dans notre mémoire collective et dans l'espace public.

#### Immigration des Suds
Immigration des Suds s’attache à analyser et mettre en lumière les flux migratoires des Suds, majoritairement des populations des territoires d’Outre-mer, d’Afrique et d’Asie, qui ont traversé la France depuis plus d’un siècle. Ce programme, créé en 1998, à la suite de la publication De l’indigène à l’immigré (1998) et de plusieurs numéros spéciaux de revues s’est matérialisé par l’édition de huit beaux livres entre 2001 et 2008 : Le Paris noir, Le Paris arabe,, Le Paris Asie, Marseille, porte sud, Sud-Ouest, porte des outre-mers, Lyon, capitale des outre-mers, Frontière d’empire, du Nord à l’Est, et Grand-Ouest, mémoire des outre-mers. Ces ouvrages sont regroupés dans un coffret publié en 2009 : Un siècle d’immigration des Suds en France. Ce programme s’accompagne d’expositions régionales qui ont été mises en œuvre dans toutes les régions de la métropole de 2008 à 2012,,.

L’axe majeur de ce programme est de comprendre les prolongements, les liens, mais aussi les contradictions entre l’histoire – mémoire coloniale et histoire – mémoire de l’immigration, autant de travaux qui ont rencontré de nombreux obstacles en France et notamment dans le monde scientifique. Ce travail a permis de mettre en exergue les ressorts d’une histoire qui a du mal à se fixer dans la mémoire collective en travaillant justement sur les images qui constituent les traces de cette mémoire.

« En s’intéressant aux immigrations des Suds, nous sommes amenés à articuler histoire coloniale et postcoloniale et histoire de l’immigration, puisque les flux migratoires des Suds proviennent en grande partie de l’Empire ou de l’ex-Empire. »

#### Zoos humains
Depuis 1994, le Groupe de recherche Achac travaille sur la question coloniale et ses représentations à travers le programme Zoos humains, en analysant les prolongements contemporains de la représentation coloniale en partenariat (de 2000 à 2008) avec le GDR 2322 Anthropologie des Représentations du corps du CNRS (Marseille). Le collectif s’est intéressé aux mécanismes complexes qui structurent la relation entre colonisé et colonisateur. Le programme a débuté avec le séminaire du Groupe de recherche Achac à Paris en 1991 et le colloque international « Scènes et types » organisé à Marseille en 1995 au Pharo, à l’origine de l’ouvrage L’Autre et nous. « Scènes et types » (Éditions Syros) qui se propose de « rendre intelligible la mémoire collective inscrite dans l’image fixe ou animée pour décrypter un aspect du logos occidental ».
Cet objet d’étude a également été abordé dans de nombreux articles, ouvrages et colloques internationaux, avec notamment la parution en 2002-2004 de l’ouvrage Zoos humains. Au temps des exhibitions humaines, qui a fait l’objet, en 2004 d’une traduction italienne Zoo umani. Dalla Venere ottentta ai reality show puis, en 2008, d’une traduction anglaise dans une version remaniée : Human Zoos. Science and spectacle in the age of colonial empires.
En 2012, l'exposition, et son catalogue, Exhibitions. L'invention du sauvage, a été présentée au musée du quai Branly, en partenariat avec la fondation Lilian Thuram, éducation contre le racisme. Elle a donné lieu à une exposition itinérante, Zoos humains. L'invention du sauvage, ainsi qu’à une série de conférences.
Pour Claude Blanckaert, le terme extrapolé de « zoo humain » n'est qu'un « artefact historiographique », une formule qui « emprunte au raccourci journalistique ». Selon lui, il est abusif d’écrire, comme le fait l'ouvrage dirigé par Nicolas Bancel, Pascal Blanchard et autres, comme si cela était établi, que « le discours scientifique […] légitime la domination coloniale par l’inégalité raciale », car loin d’être favorables à la colonisation, les anthropologues polygénistes, majoritaires dans la communauté française, ne croyaient pas à l'acclimatement des peuples européens aux colonies. Ils furent donc plutôt anticolonisateurs, puisque chaque « race » avait pour eux « sa sphère de salubrité, Européens en pays tempéré, Noirs en Afrique, etc. Chacun devait rester chez soi. »

#### Sport et diversités
Le sport, source d’enjeux symboliques autour de la construction des identités collectives. Ces thèmes sont au cœur du programme : immigration, football et récit dans le siècle, conduit par le Groupe de recherche Achac autour de trois expositions sur le thème des joueurs issus de l’immigration et des outre-mers en Équipe de France depuis un siècle : Des Noirs dans les Bleus, Les joueurs maghrébins en équipe de France, Ces Bleus venus d’Europe. Parallèlement, un film documentaire accompagne ce programme : Des Noirs en couleur,. Il reprend l’épopée des footballeurs afro-antillais sous le maillot bleu (diffusé sur Canal+, France Ô, et édité par Universal en DVD). Cette série d’expositions ainsi que ce documentaire offrent le récit d’un siècle d’histoire du football français et sur ces joueurs issus de l’immigration. À travers ce programme, nous souhaitons proposer une mise en perspective des flux migratoires qui, en France, ont participé au destin de la société française. Ce programme s’attache aux différentes disciplines sportives autour des présences issues des immigrations. À l'aube de l'Euro 2016 et des Jeux Olympiques de Rio, le Groupe de recherche Achac a souhaité étoffer son programme Sports et Diversités. La série télévisée Champions de France. Ils ont gagné la France permet de mettre en lumière des sportifs et sportives issus de la diversité. En 45 portraits de 2 minutes avec 50 voix-commentaires de personnalités d'aujourd'hui, la série, diffusée depuis juin 2015 et ce pendant un an sur France Télévisions, propose de retracer les parcours sportifs de grands champions qui ont marqué le sport français. En parallèle, le Groupe de recherche Achat propose une exposition sur l'histoire du sport en France depuis plus d'un siècle à travers le prisme de la diversité.

#### Colonisation et post colonialisme
Le programme Colonisation et post colonialisme possède deux facettes. D’une part, depuis 1991, le Groupe de recherche Achac développe en parallèle un programme sur la colonisation qui a vocation à mettre en évidence les conséquences dans les métropoles des enjeux coloniaux, leurs influences idéologiques et pratiques sur les sociétés coloniales. La première étape a consisté à répertorier les sources iconographiques, puis à les exploiter de façon scientifique lors de deux colloques internationaux : le premier à la Bibliothèque nationale, en 1993 et le second à l’Institut du monde arabe, en 1994. L’analyse de ces différents fonds s’est appuyée sur le rapport dialectique entre colonisation comme projection de la puissance outre-mer et colonisation comme fait de culture. Dans cette perspective, le Groupe de recherche Achac a développé une revue scientifique, Plein Sud, et un programme de manifestations culturelles et scientifiques, Images et Colonies, s’attachant particulièrement aux représentations corporelles de l’altérité et aux mécanismes de propagande par l’image. L’exposition Images et colonies a été présentée à l’Hôtel national des Invalides (MHC-BDIC) en octobre 1993 et a accueilli plus de 30 000 visiteurs[réf. nécessaire]. De par ce succès, une double itinérance internationale a été organisée en Europe et en Afrique (9 pays). Dans le prolongement de cette première phase du programme, le Groupe de recherche Achac, en partenariat avec les archives du film CNC et l'Institut du monde arabe, a organisé un colloque, une exposition et un festival en février 1994, sous le titre Maghreb et Afrique noire au regard du cinéma colonial.
Images et colonies s’est poursuivi avec le programme Miroirs d’Empires en 1997. Ce dernier aborde, à travers deux colloques et deux expositions à Lille et à Bruxelles, les conséquences de la construction d’un imaginaire colonial en France et en Belgique sur les politiques d’immigration et les pratiques d’insertion (des programmes d’expositions équivalents ont été organisés en Italie et au Portugal). La même année, le Groupe de recherche Achac, avec La Documentation française et les Éditions de La Martinière[Quoi ?], a publié Images d’empires, qui tend à montrer « qu’en définitive, la fiction coloniale a pénétré beaucoup plus profondément l’inconscient collectif des Français que tous les événements, les réalisations ou faits liés à l’entreprise Outre-mer de la France ». Ce livre analyse le regard de la France sur « son » empire colonial en montrant, pour la première fois au public, le fonds photographique officiel destiné à promouvoir l’action de la France dans ses colonies. De façon visible, ces différents travaux ont été rassemblés dans Le Monde diplomatique et dans un dossier spécial de Manière de voir sous le titre Polémiques sur l’histoire coloniale.
Depuis 2003, le Groupe de recherche Achac a cherché à définir ce qui constituait « la culture coloniale » en France et par extension, « la culture post-coloniale » à travers trois ouvrages successifs édités chez Autrement. L'ensemble de ce travail sur les cultures coloniales a été regroupé dans l’ouvrage Culture coloniale en France. De la révolution française à nos jours, qui se donne pour objectif, à travers les contributions d’une cinquantaine de chercheurs, d’ « apprécier les effets rétroactifs de la colonisation sur la culture même des sociétés ayant une histoire ultramarine ».
D’autre part le collectif de chercheurs a souhaité mettre en place à partir de 1997 différentes études et projets de recherche sur la « mémoire coloniale », et sur les héritages post-coloniaux, afin de mesurer l’impact de ces questions sur les enjeux de la citoyenneté contemporaine, dont l’ouvrage France coloniale. La société française au prisme de l'héritage colonial propose une première synthèse en 2005.
Enfin, dans le prolongement de ces problématiques, deux ouvrages collectifs ont mis en perspective ces questionnements, Les Guerres de mémoires. La France et son histoire et, dans le cadre de la revue Hermès (no 52, 2008), Les Guerres de mémoires dans le Monde. De ces livres, plusieurs débats et conférences ont émergé dans le débat public comme le colloque du même nom, à l’Assemblée nationale, en septembre 2005, ou encore l’article de Sandrine Lemaire dans Le Monde diplomatique en janvier 2006 intitulé « Une loi qui vient de loin », sur la loi du 23 février 2005 et son article 4. Toujours dans le cadre de ce programme, l’ouvrage Colonie française apporte des éléments de compréhension à ces quatre siècles d’histoire et donne une vision d’ensemble à ce processus majeur qui a touché tous les continents, au moment où le passé colonial fait son retour en France.
L’année a été marquée par la parution de Ruptures post-coloniales : les nouveaux visages de la société française, seconde étape du travail de réflexion collective mené depuis Coloniale en 2005. Ce travail se présente comme un aboutissement de la réflexion post-coloniale des équipes du Groupe de recherche Achac qui ont, par ailleurs, participé à l’« Appel pour une République multiculturelle et postraciale suivi de 100 propositions pluricitoyenne » ainsi qu’au collectif « pour un autre débat » qui a proposé une alternative au débat officiel sur l’identité nationale en lançant un appel diffusé le 24 décembre 2009 sur le site Rue89. Pour ces différents ouvrages et programmes de conférences, plus d’une centaine de spécialistes et chercheurs ont été mis à contribution et ont apporté une lecture croisée et diverses de ces questions.
« La France est aujourd'hui traversée par une fracture coloniale » : telle est la thèse forte de cet ouvrage collectif qui examine les enjeux de mémoire posés par la colonisation et ses conséquences sur la société française actuelle.

#### Sexe & Colonies
En 2018, le Groupe de recherche Achac développe un nouveau programme portant sur l’étude des rapports de domination des corps par la sexualité durant les périodes coloniales et postcoloniales. Écrire l’histoire culturelle de la domination coloniale, c’est aussi lutter contre les structures de domination qui perdurent, entre les hommes et les femmes, entre les populations d’accueil et les populations issues de l’immigration. Ce programme est ouvert par la publication d’un livre-somme intitulé Sexe, race & colonies. La domination des corps du XVe siècle à nos jours qui rassemble les textes de près de cent collaborateurs internationaux ainsi qu’un corpus de plus de mille images d’une grande richesse géographique et chronologique qui viennent documenter son propos,,. Avec cet ouvrage, le Groupe de recherche Achac apporte une contribution importante à un champ de recherche qui n’a pas encore vingt ans,,.
Un an après est publié un nouvel ouvrage: Sexualités identités & corps colonisés. Les recherches iconographiques de ce programme ont suscité énormément de discussions et font débats chez les féministes décoloniales et chez les conservateur.rice.s.,,,,,
Christiane Taubira soutient la publication par le Groupe de recherche Achac de Sexualités, identités et corps colonisés (CNRS Éditions, novembre 2019) tout comme le président du CNRS, Antoine Petit.

## Critiques
L'historien de l'anthropologie Claude Blanckaert, directeur de recherche au CNRS, qui a consacré une longue note critique à l'ouvrage collectif Zoos humains XIXe et XXe siècles. De la Vénus hottentote aux reality shows, publié par les animateurs de l'ACHAC (Nicolas Bancel, Pascal Blanchard, Gilles Boëtsch, Éric Deroo, Sandrine Lemaire) en 2002, en concluant que « la valeur scientifique du livre est voisine de zéro et que l'opération "zoos humains" se réduit à l'ouverture d'un marché éditorial et plus généralement médiatico-culturel ». Selon Blanckaert, « dans sa forme, et parfois dans son fond, le livre Zoos humains n'échappe pas à l'hyperbole commerciale et au sensationnalisme des spectacles qu'il dénonce. ».
Selon Laurence De Cock, l'association de chercheurs et chercheuses dirigée par Pascal Blanchard et Nicolas Bancel pose tous les problèmes d'une culturalisation néfaste et même d'une racialisation de la « question immigrée » en contribuant à « minimiser le facteur social de la relégation » des populations concernées. Cela dans le cadre d'une entreprise assumée de « marketing ethnique ».

## Expositions
- Étrangers & soldats coloniaux dans l’armée française (2024)[68]
- Paris, un centenaire olympique. La diversité du monde (2022)[69]
- Portraits de France (2022)[70]
- Outre-mer. Immigration en outre-mer & présences ultramarines dans l’hexagone (2022)[71]
- Femmes et hommes politiques (2021)[34]
- Tirailleurs d’Afrique. Des massacres de mai-juin 1940 à la libération de 1944-1945 : histoire croisée et mémoire commune (2020)
- Corse : immigrations des Suds et émigrations (2019)[72]
- Bourgogne Franche-Comté, présence des Suds (2018)[73]
- Soldats noirs. Troupes françaises et américaines dans les deux guerres mondiales (2017)[7]
- Artistes et Diversités en France (2017)[74]
- Images et colonies (itinérante) (2016)[75]
- Sport & Diversités en France (2016)[76]
- Femmes et résistance (2015)[77]
- Zoos Humains. L’invention du sauvage (2013)[78]
- Ces Bleus venus des quatre coins du monde (2010)[79], (réactualisée en 2015).
- Histoire des présences arabo-orientales (2014)[32]
- Présences des Afriques, des Caraïbes et de l’Océan Indien dans l’Armée française (2013)[80]
- L'invention du sauvage. Acclimations/Exhibitions (2012)[81]
- Auvergne, présence des Suds (2012)[82]
- Histoire des immigrations à Amiens et en Picardie (2011)[83]
- Histoire des Afro-Antillais (2011)[4][source insuffisante]
- Des noirs dans les bleus (2010)[84]
- Languedoc Roussillon, carrefour des Suds (2010)[85]
- Paris, 150 ans d’immigration. 1860-2010 (2010)[86]
- Bretagne, porte des outre-mers (2009)[87]
- Marseille/Provence, porte des Suds (2009)[88]
- Lorraine, porte des Suds (2009)[89]
- Nord-Pas-de-Calais : Porte des Suds (2008)[90]
- Le temps des colonies à Lyon (2007).
- 100 ans de migrations en Aquitaine. Sud-Ouest, porte des outre-mers (2007)[91]
- Toulouse, un siècle de présence des Suds (2006)[92]
- Montparnasse Noir. 1906-1966 (2006)[93]
- Images et colonies (1993-1997).

## Colloques
- « Colloque international "Olympisme, une histoire du monde" », Palais de la Porte-Dorée, juin 2024[94].
- « Corps et Couleurs », CNRS (Paris), janvier 2006[95].
- « La fracture coloniale », Assemblée nationale (Paris), septembre 2005[96].
- « Maghreb et Afrique noire au regard du cinéma colonial », Institut du monde arabe (Paris), 1994[97].
- « Images et colonies », BNF (Paris), 1993[98].